# Werner Greeff
Werner Willem Greeff (Bellville, 14 luglio 1977) è un ex rugbista a 15 sudafricano, già tre quarti ala degli Stormers e del Western Province.

## Biografia
Nato a Bellville, cittadina oggi facente parte della municipalità di Città del Capo, Greeff esordì a livello provinciale con i Western Province in Currie Cup nel 1999, e nella stagione successiva debuttò in Super Rugby con la franchise professionistica del Capo, gli Stormers.
Nel 2002 debuttò negli Springbok in occasione di un test match contro l'Argentina e, l'anno seguente, prese parte alla Coppa del Mondo di rugby 2003 in Australia, manifestazione nel corso della quale disputò il suo ultimo incontro internazionale, a Sydney avversaria la Georgia: nonostante le sue sole 4 mete per il Sudafrica, una di esse, nel Tri Nations 2002 che servì a dare la vittoria contro l'Australia, fu giudicata meta dell'anno.
Successivi infortuni lo tennero lontano dalla Nazionale; nel 2004 fu invitato a disputare un incontro nelle file dei Barbarians contrapposti a un XV della Nuova Zelanda.
Nel 2006 si sottopose a un intervento chirurgico al collo, che comportò la fusione di due vertebre cervicali; anche così, tuttavia, i medici espressero dubbi sulla ripresa dell'attività sportiva tanto che, nel gennaio 2007, dopo alcuni incontri per provare la propria tenuta, Greeff annunciò il suo ritiro a 30 anni ancora da compiere.
Dall'epoca del ritiro si dedica a tempo pieno alla gestione della sua catena di fast food a Città del Capo.